# Amnestia (film)
Amnestia – polski dramat psychologiczny z 1981 roku w reżyserii Stanisława Jędryki. Autorami scenariusza byli St. Jędryka i Tadeusz Mikołajek, a powstał na podstawie powieści tego ostatniego pt. Żarówka. Zdjęcia kręcono we Wrocławiu i w czeskim Moście.

## Fabuła
Akcja filmu rozgrywa się we Wrocławiu w 1947 roku. Bohaterem dramatu jest młody mężczyzna Ryszard, były żołnierz Armii Krajowej (w tej roli Michał Juszczakiewicz). Jest pracownikiem milicji, ale bez przekonania; powojenne realia nie podobają mu się, nie potrafi pogodzić się z nową Polską. Rozważa możliwość powrotu do lasu. Czuje, że nie jest lojalny ani wobec swoich mocodawców, ani wobec dawnych kolegów z AK, tym bardziej że niektórzy z nich giną w tragicznych okolicznościach.
Kiedy nadarza się możliwość skorzystania z amnestii dla partyzantów, Ryszard postanawia z niej skorzystać.

## Obsada
- Michał Juszczakiewicz jako Ryszard Romanek „Sokół”
- Anna Chodakowska jako Zula Morawska, żona dyrektora, kochanka Ryszarda
- Emilia Krakowska jako Karolina, kochanka Ryszarda
- Monika Stefanowicz jako Blanka Nowakówna
- Kazimierz Kaczor jako Morawski, dyrektor „Pa-fa-wagu”
- Mariusz Saniternik jako milicjant Julek
- Grzegorz Wons jako Miczikiew
- Wojciech Wysocki jako Teodor, kolega Ryszarda z AK
- Małgorzata Drozd jako Krystyna, współlokatorka Jadźki
- Iwona Głębicka jako Jadźka, dziewczyna Julka
- Jerzy Janeczek jako Saper w burdelu
- Arkadiusz Bazak jako sierżant

oraz:
- Jan Jurewicz jako Janek, ordynans pułkownika, „goryl” Blanki
- Janusz Kłosiński jako Brygadzista w „Pa-fa-wagu”
- Joachim Lamża jako szabrownik podający się za UB-eka
- Franciszek Trzeciak jako szabrownik podający się za UB-eka
- Ewa Kamas jako pułkownikowa, matka Blanki
- Zbigniew Buczkowski jako kelner, kolega Ryszarda
- Ryszard Faron jako mężczyzna w „mordowni” bijący się z Ryszardem
- Jan Himilsbach jako restaurator
- Eugeniusz Kamiński jako robotnik, delegat załogi w „Pa-fa-wagu”
- Ryszard Kotys jako milicjant legitymujący Ryszarda na moście
- Ferdynand Matysik jako pułkownik Nowak, ojciec Blanki
- Andrzej Mrozek jako milicjant legitymujący Ryszarda na moście
- Piotr Probosz jako Sprawca pożaru w „Pa-fa-wagu”
- Andrzej Krasicki jako Niemiec okradany przez szabrowników
- Marcin Troński jako milicjant w budynku, gdzie mieści się burdel
- Agnieszka Konopczyńska jako niemieckie dziecko w restauracji
- Tomasz Jarosiński jako niemieckie dziecko w restauracji